# Goleši
Goleši (cyr. Голеши) – wieś w Bośni i Hercegowinie, w Republice Serbskiej, w mieście Banja Luka. W 2013 roku liczyła 369 mieszkańców.